# NGC 247
NGC 247 é uma galáxia espiral barrada (SBcd) localizada na direcção da constelação de Cetus. Possui uma declinação de -20° 45' 36" e uma ascensão recta de 0 horas, 47 minutos e 08,3 segundos.
A galáxia NGC 247 foi descoberta em 20 de Outubro de 1784 por William Herschel.